# Помаранчева лінія (метрополітен Монреаля)
Помаранчева лінія (метрополітен Монреаля) (англ. Orange Line (Montreal Metro) фр. Ligne orange (métro de Montréal)) — одна з чотирьох ліній метрополітену в місті Монреаль, провінція Квебек, Канада.

## Історія
Будівельні роботи на лінії розпочалися 23 травня 1962 року. Ділянка «Плейс де'Армес»-«Хенрі Бурасса» з 13 станцій була відкрита у жовтні 1966 року одночасно з початковою ділянкою Зеленої лінії, у наступному році були відкриті ще 2 станції. Наступне розширене сталося на початку 80-х років, коли у декілька черг була відкрита південно-західна частина лінії. Останнє розширення як лінії так і всієї системи сталося у 2007 році. У довгостроковій перспективі можливе будівництво ще декількох станцій на північний захід від станції «Кот-Верту» в напрямку «Монморансі», це зробить лінію — кільцевою. 

## Лінія
Лінія побудована у вигляді латинської літери U, та пов'язує північно-західні околиці з центром міста. Лінія є другою найдовшою лінією метро у Канаді після Першої лінії метрополітену Торонто. Працює по буднях та у неділю з 5:30 до 0:30, у суботу працює до 1:00. Інтервал руху по буднях починається від 2 хвилин у години пік до 10 хвилин в інший час, у вихідні інтервал складає 6 - 12 хвилин.

## Станції
| Помаранчева лінія     |                         |                                          |                                                                       |                    |                  |        |
| Назва українською     | Назва англійською       | Пересадка                                | Координати                                                            | Глибина закладення | Дата відкриття   | Вигляд |
| «Кот-Верту»           | «Côte-Vertu»            |                                          | 45°30′51″ пн. ш. 73°40′59″ зх. д. / 45.51417° пн. ш. 73.68306° зх. д. | 17,7 м             | 3 листопада 1986 |        |
| «Дю Коллеж»           | «Du Collège»            |                                          | 45°30′32″ пн. ш. 73°40′27″ зх. д. / 45.50889° пн. ш. 73.67417° зх. д. | 17,1 м             | 9 січня 1984     |        |
| «Де Ла Саван»         | «De La Savane»          |                                          | 45°30′01″ пн. ш. 73°39′42″ зх. д. / 45.50028° пн. ш. 73.66167° зх. д. | 19,4               | 9 січня 1984     |        |
| «Намюр»               | «Namur»                 |                                          | 45°29′41″ пн. ш. 73°39′10″ зх. д. / 45.49472° пн. ш. 73.65278° зх. д. | 24,1 м             | 9 січня 1984     |        |
| «Пламондон»           | «Plamondon»             |                                          | 45°29′44″ пн. ш. 73°38′26″ зх. д. / 45.49556° пн. ш. 73.64056° зх. д. | 23,8 м             | 29 червня 1982   |        |
| «Кот-Санте-Катеріна»  | «Côte-Sainte-Catherine» |                                          | 45°29′32″ пн. ш. 73°37′58″ зх. д. / 45.49222° пн. ш. 73.63278° зх. д. | 17,7 м             | 4 січня 1982     |        |
| «Сноудон»             | «Snowdon»               | Синя лінія (кросплатформова пересадка)   | 45°29′08″ пн. ш. 73°37′41″ зх. д. / 45.48556° пн. ш. 73.62806° зх. д. | 19,5 м / 24,6 м    | 7 вересня 1981   |        |
| «Вілла Марія»         | «Villa-Maria»           |                                          | 45°28′46″ пн. ш. 73°37′11″ зх. д. / 45.47944° пн. ш. 73.61972° зх. д. | 19,8 м             | 7 вересня 1981   |        |
| «Вендом»              | «Vendôme»               |                                          | 45°28′26″ пн. ш. 73°36′14″ зх. д. / 45.47389° пн. ш. 73.60389° зх. д. | 6,1 м              | 7 вересня 1981   |        |
| «Сент-Хенрі плейс»    | «Place-Saint-Henri»     |                                          | 45°28′38″ пн. ш. 73°35′12″ зх. д. / 45.47722° пн. ш. 73.58667° зх. д. | 17,7 м             | 18 квітня 1980   |        |
| «Ліонель-Гроуль»      | «Lionel-Groulx»         | Зелена лінія (кросплатформова пересадка) | 45°28′58″ пн. ш. 73°34′47″ зх. д. / 45.48278° пн. ш. 73.57972° зх. д. | 12,5 м/ 16,5 м     | 18 квітня 1980   |        |
| «Жорж Ванье»          | «Georges-Vanier»        |                                          | 45°29′20″ пн. ш. 73°34′36″ зх. д. / 45.48889° пн. ш. 73.57667° зх. д. | 17,7 м             | 18 квітня 1980   |        |
| «Люсьен Л'Альер»      | «Lucien-L'Allier»       |                                          | 45°29′42″ пн. ш. 73°34′16″ зх. д. / 45.49500° пн. ш. 73.57111° зх. д. | 27,1 м             | 18 квітня 1980   |        |
| «Бонавентура»         | «Bonaventure»           |                                          | 45°29′53″ пн. ш. 73°34′02″ зх. д. / 45.49806° пн. ш. 73.56722° зх. д. | 22,6 м             | 13 лютого 1967   |        |
| «Площа Вікторії-OACI» | «Square-Victoria-OACI»  |                                          | 45°30′07″ пн. ш. 73°33′47″ зх. д. / 45.50194° пн. ш. 73.56306° зх. д. | 16,2 м             | 7 лютого 1967    |        |
| «Плейс де'Армес»      | «Place-d'Armes»         |                                          | 45°30′23″ пн. ш. 73°33′35″ зх. д. / 45.50639° пн. ш. 73.55972° зх. д. | 4,6 м              | 14 жовтня 1966   |        |
| «Шамп-де-Марс»        | «Champ-de-Mars»         |                                          | 45°30′36″ пн. ш. 73°33′23″ зх. д. / 45.51000° пн. ш. 73.55639° зх. д. | 6,1 м              | 14 жовтня 1966   |        |
| «Бері-UQAM»           | «Berri-UQAM»            | Жовта лінія Зелена лінія                 | 45°30′55″ пн. ш. 73°33′40″ зх. д. / 45.51528° пн. ш. 73.56111° зх. д. | 10,7               | 14 жовтня 1966   |        |
| «Шербрук»             | «Sherbrooke»            |                                          | 45°31′08″ пн. ш. 73°34′08″ зх. д. / 45.51889° пн. ш. 73.56889° зх. д. | 10,4 м             | 14 жовтня 1966   |        |
| «Монт-Рояль»          | «Mont-Royal»            |                                          | 45°31′28″ пн. ш. 73°34′54″ зх. д. / 45.52444° пн. ш. 73.58167° зх. д. | 13,4 м             | 14 жовтня 1966   |        |
| «Лорье»               | «Laurier»               |                                          | 45°31′38″ пн. ш. 73°35′12″ зх. д. / 45.52722° пн. ш. 73.58667° зх. д. | 10,7 м             | 14 жовтня 1966   |        |
| «Росемонт»            | «Rosemont»              |                                          | 45°31′52″ пн. ш. 73°35′51″ зх. д. / 45.53111° пн. ш. 73.59750° зх. д. | 11,6 м             | 14 жовтня 1966   |        |
| «Бьюбін»              | «Beaubien»              |                                          | 45°32′08″ пн. ш. 73°36′16″ зх. д. / 45.53556° пн. ш. 73.60444° зх. д. | 12,5 м             | 14 жовтня 1966   |        |
| «Жан-Талон»           | «Jean-Talon»            | Синя лінія                               | 45°32′20″ пн. ш. 73°36′51″ зх. д. / 45.53889° пн. ш. 73.61417° зх. д. | 10,4 м             | 14 жовтня 1966   |        |
| «Жаррі»               | «Jarry»                 |                                          | 45°32′36″ пн. ш. 73°37′43″ зх. д. / 45.54333° пн. ш. 73.62861° зх. д. | 12,2 м             | 14 жовтня 1966   |        |
| «Крімазі»             | «Crémazie »             |                                          | 45°32′46″ пн. ш. 73°38′18″ зх. д. / 45.54611° пн. ш. 73.63833° зх. д. | 16,8 м             | 14 жовтня 1966   |        |
| «Совє»                | «Sauvé»                 |                                          | 45°33′03″ пн. ш. 73°39′22″ зх. д. / 45.55083° пн. ш. 73.65611° зх. д. | 15,9 м             | 14 жовтня 1966   |        |
| «Хенрі Бурасса»       | «Henri-Bourassa»        |                                          | 45°33′16″ пн. ш. 73°40′07″ зх. д. / 45.55444° пн. ш. 73.66861° зх. д. | 18,3 м             | 14 жовтня 1966   |        |
| «Картье»              | «Cartier»               |                                          | 45°33′37″ пн. ш. 73°40′55″ зх. д. / 45.56028° пн. ш. 73.68194° зх. д. |                    | 28 квітня 2007   |        |
| «Де Ла Конкорд»       | «De La Concorde»        |                                          | 45°33′39″ пн. ш. 73°42′45″ зх. д. / 45.56083° пн. ш. 73.71250° зх. д. | 15 м               | 28 квітня 2007   |        |
| «Монморансі»          | «Montmorency»           |                                          | 45°33′31″ пн. ш. 73°43′18″ зх. д. / 45.55861° пн. ш. 73.72167° зх. д. | 20 м               | 28 квітня 2007   |        |

## Галерея

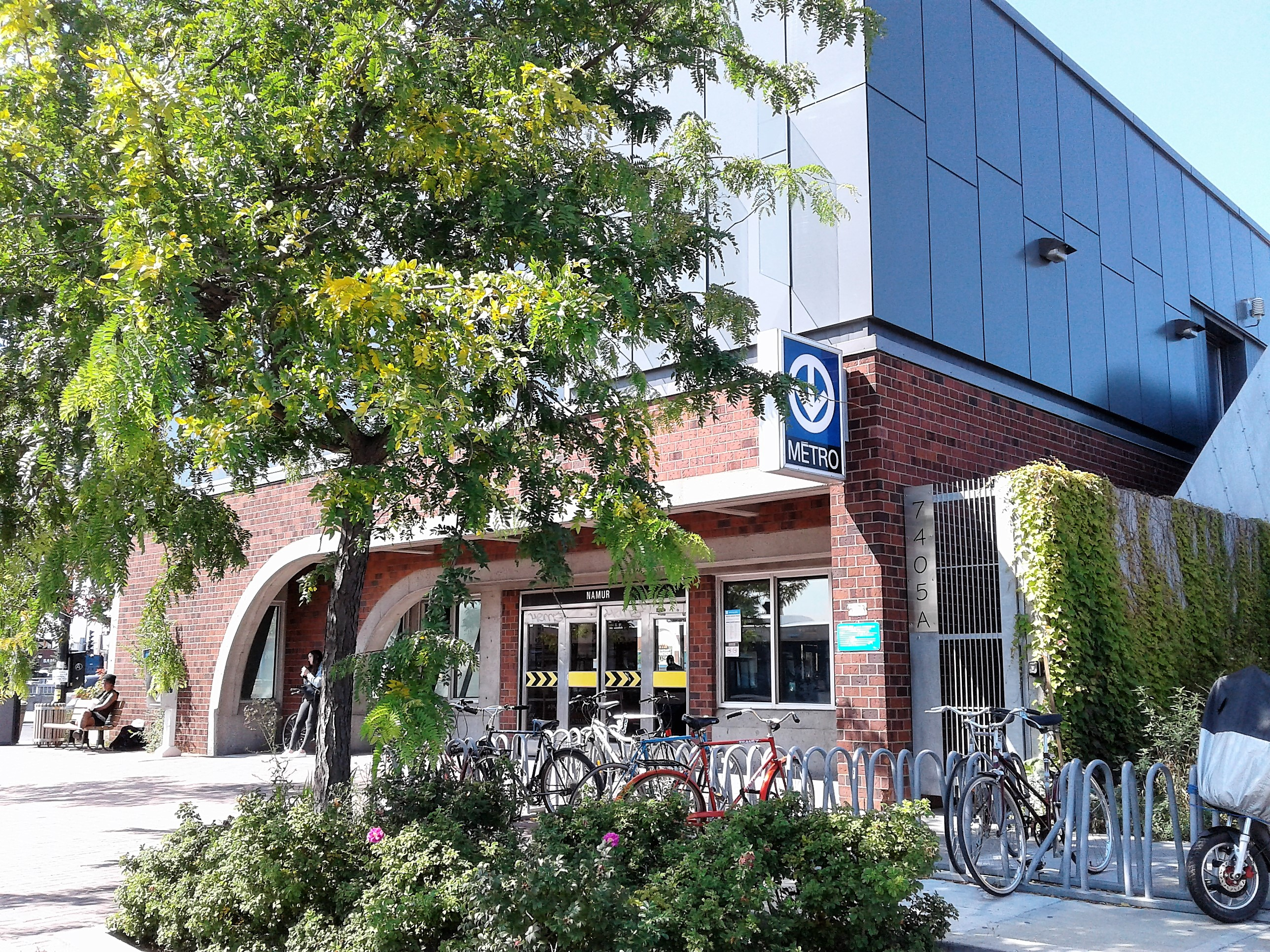
Вихід зі станції «Намюр»
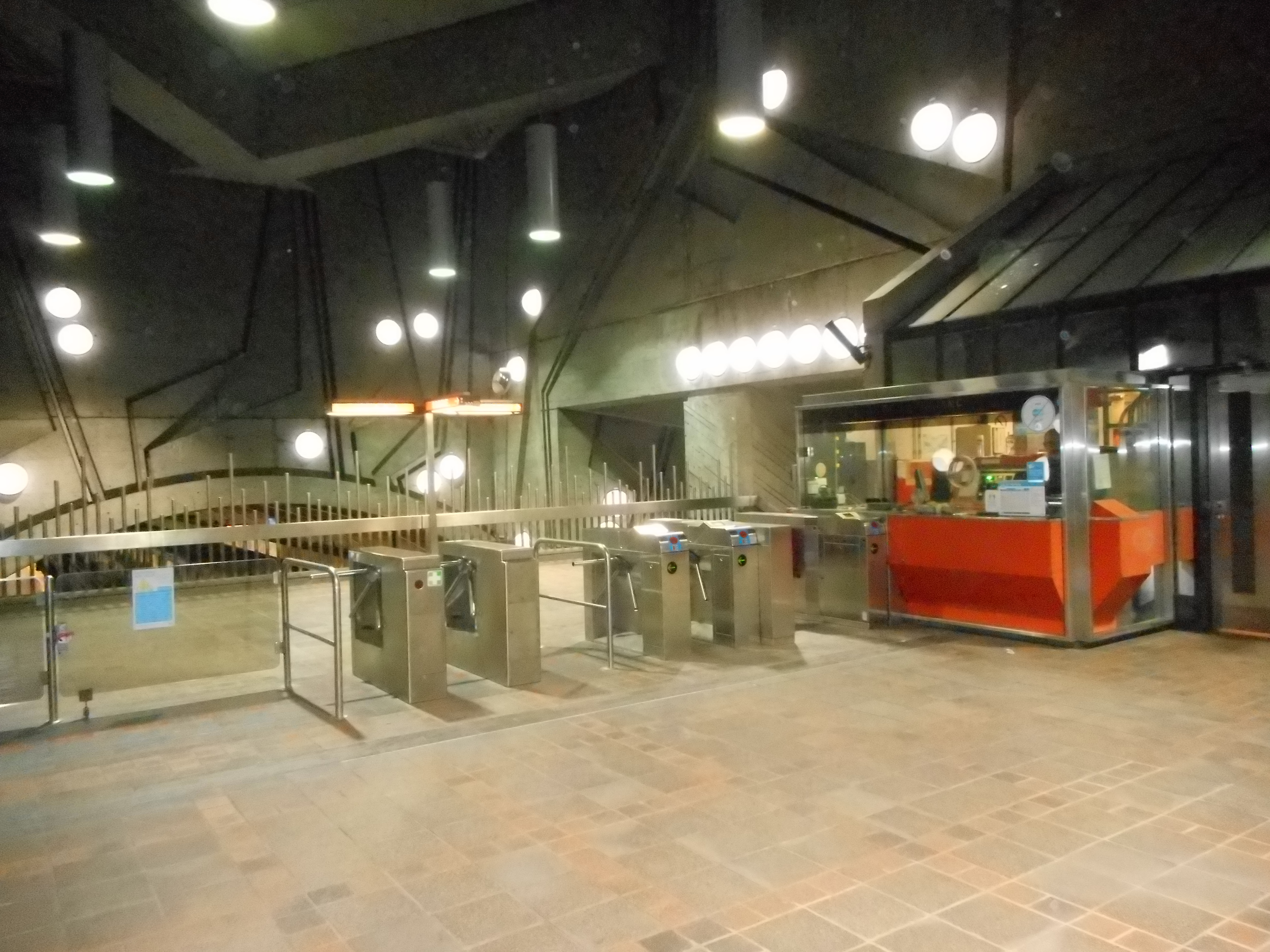
Турнікети на станції «Де Ла Саван»
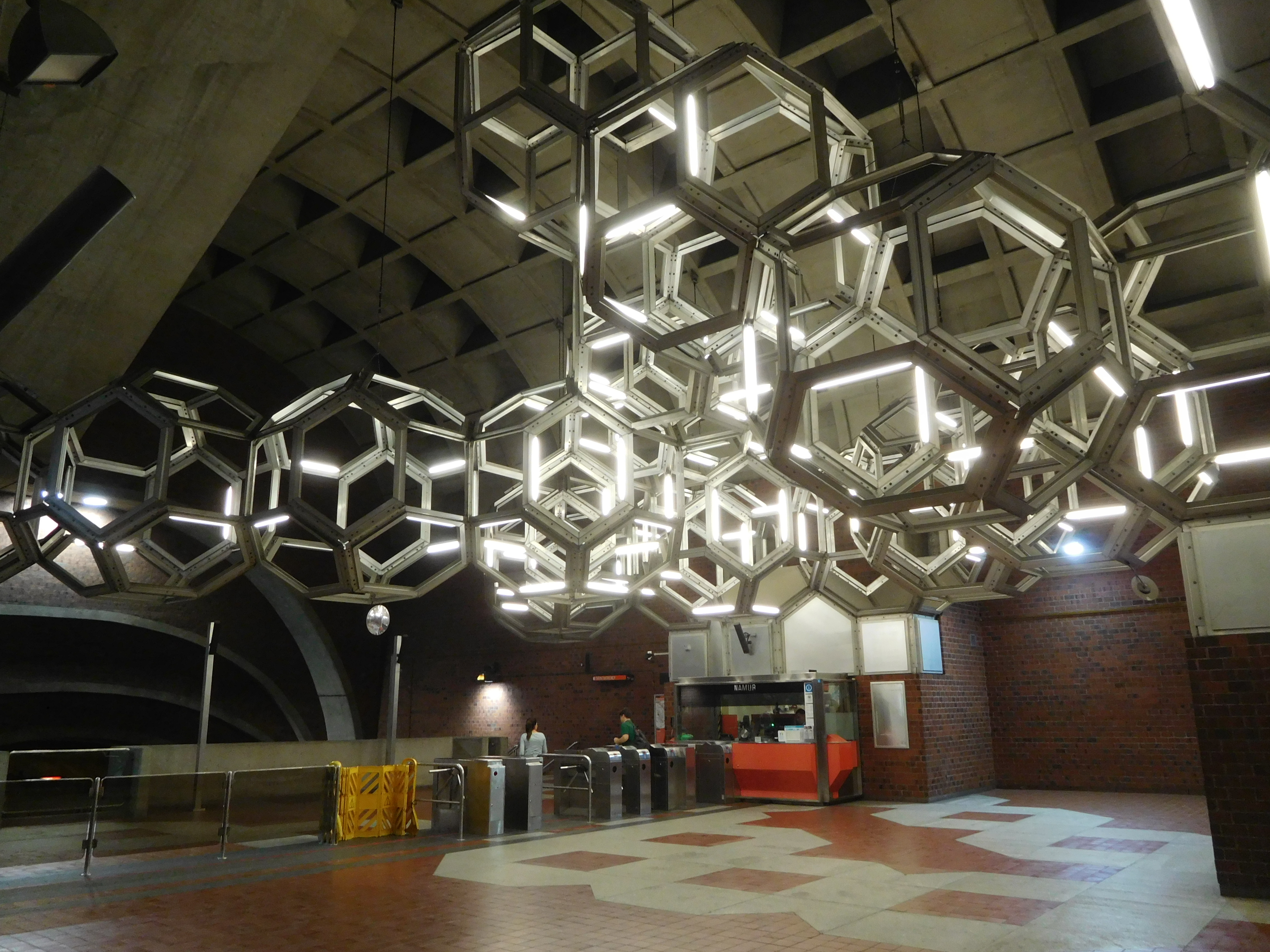
Вестибюль станції «Намюр»
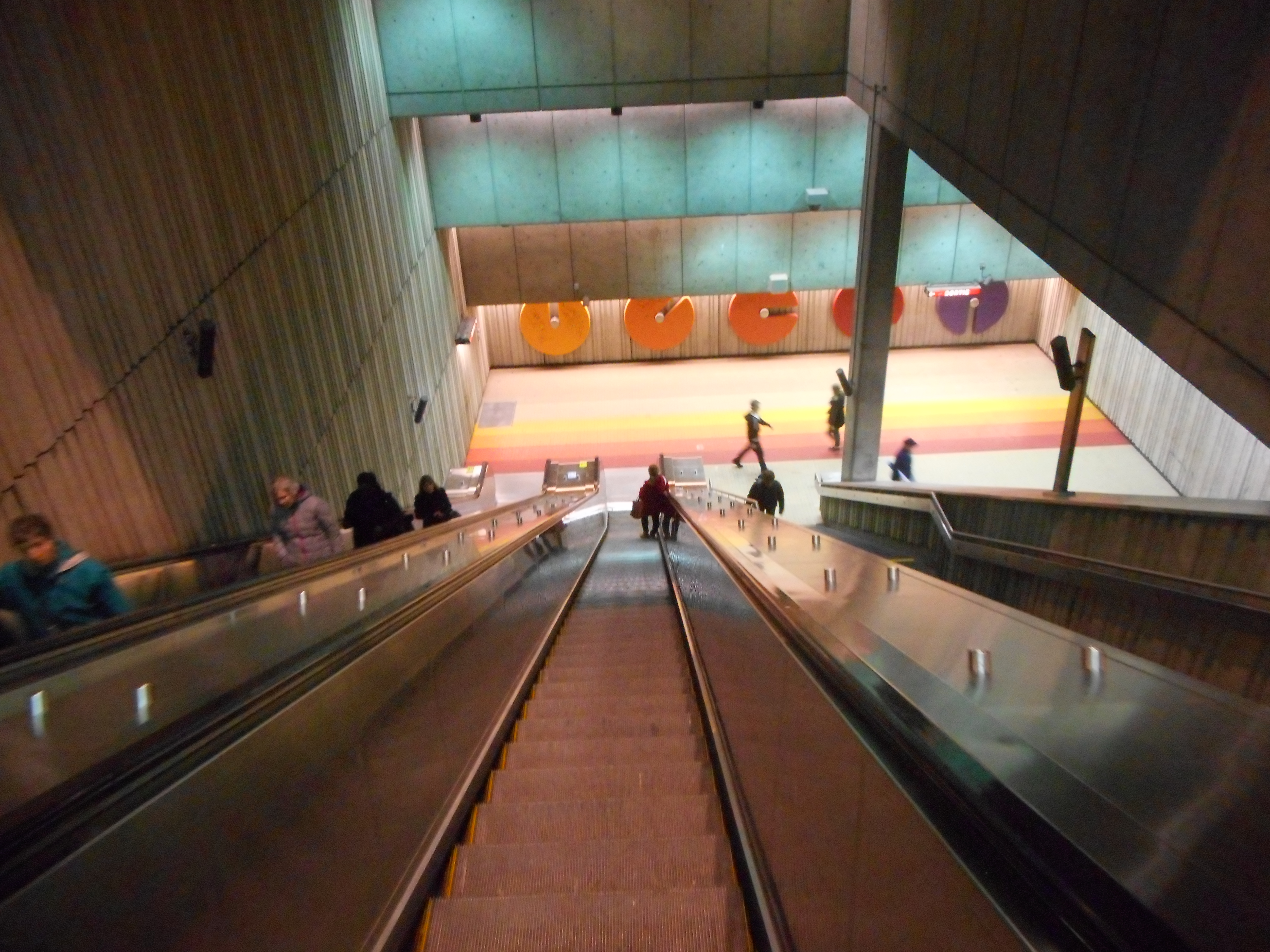
Ескалатори на станції «Вілла Марія»